# Jalihenna Uld Errachid
Jalihenna Uld Errachid (en árabe: خليهن ولد الرشيد‎, transliterado al francés como Khalihenna Ould Errachid; El Aaiún, Sahara español, 23 de noviembre de 1951) es un político marroquí de origen saharaui. Es el presidente del Consejo Real Consultivo para los Asuntos del Sahara (Corcas) desde su nombramiento el 25 de marzo de 2006 por parte del rey Mohammed VI.

## Biografía
Jalihenna Uld Errachid es miembro de una influyente familia de la tribu de los reguibat, que cursó sus estudios de postgrado en Madrid. Fue fundador del Partido de Unión Nacional Saharaui (PUNS), un partido político de corta duración formado por el régimen franquista con la intención de negociar con los saharauis de la colonia española del Sáhara. Tras un sonado fracaso al frente del PUNS se exilió en Marruecos a donde llegó, según los rumores, con «apenas 160.000 pesetas (unos 960 euros al cambio)».
Después de que Marruecos decidiera lanzar la Marcha Verde con ayuda del Departamento de Estado de los EE. UU. y la CIA en noviembre de 1975, que condujo a la ocupación de la provincia del Sahara español por parte de Marruecos, Jalihenna Uld Errachid y otros miembros del PUNS comenzaron a actuar como el principal nexo de unión entre la monarquía marroquí y el Sáhara Occidental, como ya lo habían intentado ser entre la región y el régimen franquista.
Por ese cometido, Uld Errachid paso a convertirse en un estrecho colaborador del rey Hasán II de Marruecos en los preparativos para la seguridad estratégica, política y diplomática en los asuntos referentes al Sahara Occidental de la administración de ocupación marroquí. Cuando España firmó el Acuerdo Tripartito de Madrid en 1975, Jalihenna Uld Errachid declaró su lealtad al rey de Marruecos y se convirtió en el encargado por el soberano para defender la ratificación del Tratado ante la ONU.
Fue nombrado Ministro de los Asuntos del Sahara en 1977, puesto que ocupó hasta 1995 en el sexto gobierno de Lamrani. En 1977, fue elegido diputado de  El Aaiún y se convirtió en miembro del Comité y de la Junta Ejecutiva de la Agrupación Nacional de los Independientes (RNI), que dejó a principios de 1981 para participar en la creación del Partido Nacional Democrático (PND). Jalihenna Uld Errachid también fue Presidente del Consejo Municipal de El Aaiún, desde 1983. También dirigió varias misiones diplomáticas ante las Naciones Unidas, la Organización de Países No Alineados y la Organización de la Unidad Africana.
En 2000, será designado por el rey Mohamed VI para participar en las negociaciones dirigidas por James Baker en Londres y Berlín. El 25 de marzo de 2006, el soberano lo nombra Presidente del Consejo Real Consultivo para los Asuntos del Sahara (Corcas).
En 2008 se filtró al periódico marroquí Al Jarida Al Oula una transcripción de una reunión de Instancia Equidad y Reconciliación sobre la Guerra del Sahara Occidental en la que Uld Errachid decía: hay algunas personas, se trata de tres o cuatro oficiales del ejército, que cometieron lo que se podría calificar de «crímenes de guerra» contra prisioneros fuera del marco de la guerra. Y muchos de estos civiles fueron lanzados desde helicópteros o enterrados vivos sólo porque eran saharauis. Era el único crimen que cometieron. La publicación de estas declaraciones, así como el aviso del periódico de que disponía de más grabaciones en el mismo sentido, hicieron que muchas familias saharauis demandaran a Marruecos y reactivaron la causa que la Audiencia Nacional española, entonces dirigida por Baltasar Garzón, tenía contra el país alauita por genocidio en el Sahara Occidental.

## Familia
Su hermano Moulay Hamdi Uld Errachid se convirtió en el alcalde de la ciudad de El Aaiún, en las elecciones municipales de 2009.